# 谷饶狮头油甘
谷饶狮头油甘，又称乌窖狮头油甘，是油甘的一种优良品种，产于中国广东省汕头市潮阳区谷饶镇。其果皮鲜亮呈半透明青白，肉多结实且核小，味甘带微酸，食後餘甘持续时间长。因其果粒较大，扁圆像狮头而得名。它是在清朝雍正四年（1726年），由谷饶镇乌窖村村民嫁接繁育在其寨的后山发现了野生油甘变异植株而形成。可供鲜食，又可作佐餐小菜，还可加工成高级蜜饯。